# Richelieu (chaussure)
Pour les articles homonymes, voir Richelieu.

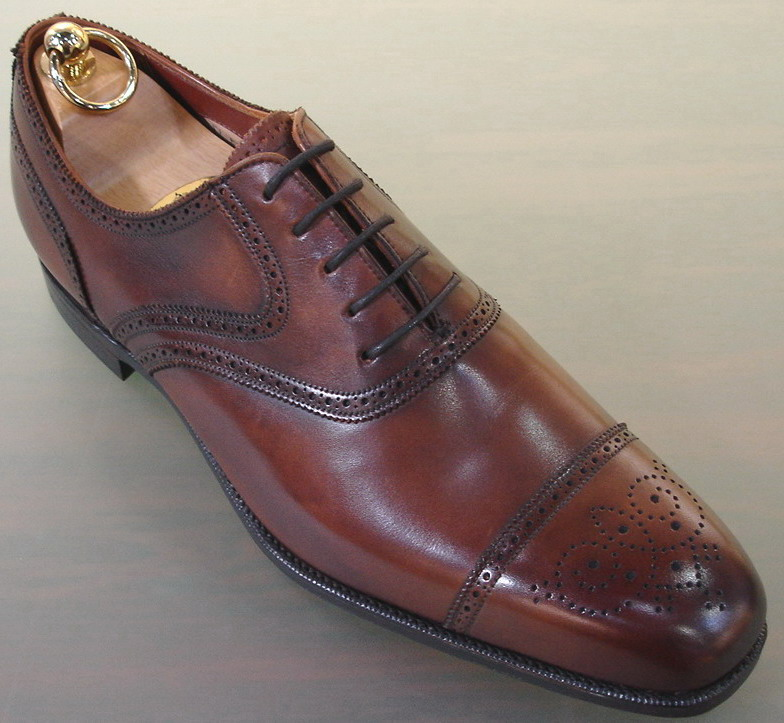
Richelieu demi-brogue.

Un richelieu, aussi appelé molière en Belgique et au Luxembourg, est l'un des deux modèles les plus répandus de chaussures de ville pour homme. Il est appelé Oxford en anglais et se porte habituellement avec un costume.

## Définition

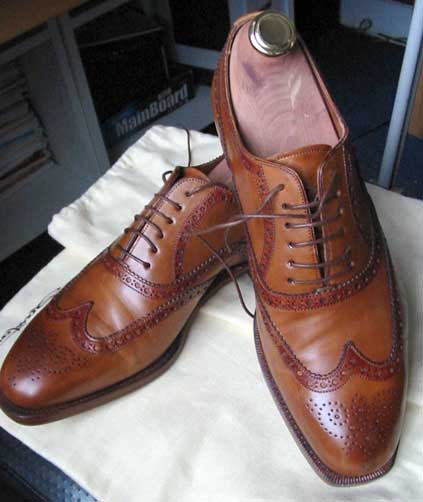
Paire de brogues par la marque italienne Santoni.

C'est le modèle de référence pour les tenues formelles, par opposition au derby et à sa variante la chaussure monk, considérés comme moins formelles et s'accordant avec une palette de tenues plus large. La distinction entre les deux se fait au niveau du laçage : il est dit « fermé » sur le richelieu, qui présente au niveau de l'empeigne une fente en V dont les lacets (passant directement dans l'empeigne, donc) rapprochent les lèvres. Alors que sur le derby le laçage est dit « ouvert » : les lacets ne passent pas l'empeigne mais par deux pièces au dessus (et qui peuvent se soulever) ; l'ouverture est en ][ et non en V.
On reconnaît le richelieu si la claque (l'avant de la chaussure) est cousue sur les quartiers (les parties sur les côtés de la chaussures).
Un richelieu peut, par ailleurs, être brogué.